# عندما عدت إلى المنزل
الفيلم الوثائقي عندما عدت إلى المنزل (بالإنكليزية: When I Came Home) هو فيلم صدر في عام 2006 للمخرج دان لوهاوس، يتناول موضوع المحاربين القدامى الذين يعانون من التشرد في الولايات المتحدة، بدءًا من الذين شاركوا في حرب فيتنام إلى أولئك الذين عادوا من حرب العراق. فاز الفيلم بجائزة "أفضل فيلم وثائقي" في مهرجان تريبيكا السينمائي لعام 2006.

## محتوى الفيلم
يتناول الفيلم التحديات التي يواجهها المحاربون القدامى العائدون من القتال، والمعركة التي يخوضها الكثيرون منهم ضد إدارة شؤون المحاربين القدامى للحصول على الفوائد التي وُعدوا بها. من خلال قصة هيرولد نويل، وهو أحد قدامى محاربي حرب العراق الذي يعاني من اضطراب ما بعد الصدمة ويعيش في سيارته في بروكلين، يكشف الفيلم عن نظام يعاني من القصور وعن كفاح المحاربين القدامى للبقاء على قيد الحياة بعد عودتهم من الحرب. ويشير الفيلم إلى أنه اعتبارًا من مارس 2006، هناك 500 من قدامى المحاربين في حرب العراق مشردون.

## الإنتاج
إلى جانب هيرولد نويل، يظهر في الفيلم بول رييكوف، المدير التنفيذي والمؤسس لمنظمة قدامى المحاربين في العراق وأفغانستان في أمريكا Iraq and Afghanistan Veterans of America (IAVA)، في عدة مشاهد. كما يظهر أيضًا رايتشل مادو وتشاك دي، مقدما البرامج الإذاعية في شبكة Air America Radio، في مشاهد قصيرة ضمن الفيلم.
تصنيف جمعية الفيلم الأمريكي : غير مُصنَّف  
مدة العرض: 70 دقيقة

## أنظر أيضا
- وزارة شؤون المحاربين القدامى (الولايات المتحدة)
- التشرد في الولايات المتحدة
- محارب قديم

## روابط خارجية
- - Official website of the film
  - Variety Review
  - Cinematical Review